# Yacinthe Wodobodé
Yacinthe Wodobodé, ou Yacinthe Marie de Fatima Wodobodé, née le 16 mars 1953 à Bangui, est une femme politique centrafricaine. Elle est nommée présidente de la délégation spéciale (maire) de la ville de Bangui le 7 février 2014.

## Carrière politique
Le 31 mars 2003, lors de l’arrivée au pouvoir du président François Bozizé, elle est nommée ministre du Commerce, de l'Industrie et de la Promotion du secteur privé du gouvernement Goumba. Après le remaniement du 12 décembre 2003, elle obtient le portefeuille de ministre de la Justice du gouvernement Gaombalet 1.
De janvier 2007 à décembre 2010, elle est coordonnatrice nationale du CNLS Comité national de lutte contre le SIDA.